# Онхест
Онхест (др.-греч. Ογχηστός) — персонаж греческой мифологии из беотийского цикла, эпоним города Онхест в Беотии.

## В мифологии
Античные авторы называют Онхеста сыном морского бога Посейдона или Беота (во втором случае этот герой приходился Посейдону внуком). Согласно Плутарху, Онхест был отцом Мегарея и Аброты, жены царя Мегар Ниса, а согласно Стефану Византийскому — ещё и отцом Платея. Жители города Онхест в Беотии почитали его как своего ктиста — основателя. Антиковеды полагают, что в мифе об Онхесте нашли отражение реальные переселения разных эллинских племён в древнейшую эпоху.